# كلارنس إي. ميلر
كلارنس إي. ميلر (بالإنجليزية: Clarence E. Miller)‏ هو سياسي أمريكي، ولد في 1 نوفمبر 1917 في لانكستر في الولايات المتحدة، وتوفي بنفس المكان في 2 أغسطس 2011 بسبب مرض. حزبياً، نشط في الحزب الجمهوري. في انتخابات مجلس النواب الأمريكي 1990 ‏، انتخب عضو مجلس النواب الأمريكي عن دائرة Ohio's 10th congressional district ‏ وقد انضم خلال فترته النيابية ‏ (3 يناير 1991 – 3 يناير 1993) للكتلة البرلمانية الحزب الجمهوري وانتخب عضو مجلس النواب الأمريكي.